# Flèche wallonne 1941
La 5e édition de la Flèche wallonne a lieu le 13 juillet 1941, sur une distance de 205 kilomètres.
La victoire revient au Belge Sylvain Grysolle, précédant Gustave Van Overloop et Jacques Geus.

## Classement final
| #  | Coureur                | Équipe             |    | Temps           |
| -- | ---------------------- | ------------------ | -- | --------------- |
| 1  | Sylvain Grysolle       | Dilecta            | en | 5 h 22 min 00 s |
| 2  | Gustave Van Overloop   | -                  | +  | 26 s            |
| 3  | Jacques Geus           | -                  |    | 40 s            |
| 4  | Albert Ramon           | -                  |    | 40 s            |
| 5  | Martin Van Den Broeck  | -                  |    | 40 s            |
| 6  | Roger Vandendriesssche | -                  |    | 40 s            |
| 7  | Maurits Van Herzele    | -                  |    | 40 s            |
| 8  | Joseph Van Kerckhoven  | -                  |    | 40 s            |
| 9  | Albert Anciaux         | -                  |    | 40 s            |
| 10 | François Neuville      | Helyett-Hutchinson |    | 40 s            |